# Raymond Ndong Sima
Raymond Ndong Sima (Oyem, 23 de enero de 1955) es un político gabonés que ocupó el cargo de primer ministro de Gabón en forma interina desde septiembre de 2023, tras ser designado como tal por el gobierno militar de Brice Oligui, hasta mayo de 2025. Previamente desempeño el cargo desde el 27 de febrero de 2012 hasta el 24 de enero de 2014, bajo el gobierno de Ali Bongo. En las elecciones de 2011 fue elegido diputado en la circunscripción de Kyé, por el partido gobernante, el Partido Democrático Gabonés. Fue sucedido en el cargo por Daniel Ona Ondo.

## Primer ministro
Tras la renuncia de Paul Biyoghé Mba el 13 de febrero de 2012, el presidente Ali Bongo tardó catorce días en elegir un nuevo primer ministro. El nombramiento final de Ndong Sima causó sorpresa al ser de la provincia norteña de Woleu-Ntem porque habitualmente este cargo era ocupado por políticos de la provincia de Estuaire. También fue una sorpresa el perfil bajo de Ndong Sima, que no partía como favorito para el cargo.